# Волиньска-Брус, Хелена
Хеле́на Волиньска-Брус  (пол. Helena Wolińska-Brus, урожденная Файга Миндля Данеляк, пол. Fajga Mindla Danielak; 27 февраля 1919 года, Варшава — 27 ноября 2008 года, Оксфорд) — польский прокурор в показательных процессах, на которых часто выносились смертные приговоры.

## Биография

### Ранние годы
Родилась в еврейской семье в Варшаве (имя при рождении — Файга Миндля Данеляк, пол. Fajga Mindla Danielak). В 1936 году вступила в ряды коммунистической молодёжной организации (пол. Komunistyczny Związek Młodzieży Polskiej, KZPM). Перед началом войны поступила на юридический факультет Варшавского университета.

### Участие в сопротивлении
Во время немецкой оккупации, бежав из варшавского гетто, вступила в ряды коммунистической Народной гвардии (пол. Gwardia Ludowa, GL) (сентябрь 1942). Находилась в рядах GL и затем в Народной Армии (пол. Armia Ludowa, AL) до июля 1944. Руководила канцелярией главного штаба AL.

### Служба в послевоенный период
С августа 1944 по март 1949 была начальником отдела кадров главного управления Народной милиции Польши. С апреля 1949 по сентябрь 1954 года служила в главной военной прокуратуре в чине подполковника, активно участвовала в показательных процессах в послевоенной Польше в качестве прокурора. Принимала участие в арестах и казнях участников польского подпольного государства. В том числе отправила на казнь бригадного генерала Армии Крайовой, лидера польского сопротивления Августа Фильдорфа. В 1956 году государственная комиссия по десталинизации пришла к выводу о том, что Волиньска-Брус проводила тенденциозные расследования и участвовала в инсценированных процессах, на которых часто выносились смертные приговоры.
Во время политического кризиса 1968 года вместе с первым мужем уехала в Великобританию, где получила гражданство.
После крушения коммунистического режима, в период с 1989 по 2008 год, польское правительство трижды безуспешно обращалось к британским властям с заявлениями об экстрадиции Волиньской. Официальные обвинения были выдвинуты польским Институтом национальной памяти.

## Личная жизнь
Первый муж — учёный-экономист Влодзимеж Брус (урождённый Беньямин Зильберберг). Разлучилась с мужем во время немецкой оккупации, бежав из варшавского гетто. В 1942 году, полагая, что её муж мёртв, вышла замуж за командира Народной гвардии Францишека Юзвяка, позднее — руководящего функционера Польской объединённой рабочей партии. В 1956 году развелась с Юзвяком и вернулась к Брусу.

## В искусстве
Хелена Волиньска-Брус стала прототипом одного из персонажей польского кинофильма «Ида» (2013). В 2014 году этот фильм был отмечен премией «Оскар» Американской академии киноискусств в номинации «лучший фильм на иностранном языке».